# بضع كلمات عن عدم التدخل
بضع كلمات عن عدم التدخل هو مقال قصير للفيلسوف والسياسي والاقتصادي جون ستيوارت ميل. تمت كتابته عام 1859 في سياق بناء قناة السويس وحرب القرم الأخيرة. يتناول المقال مسألة الظروف التي يجب أن يُسمح فيها للدول بالتدخل في الشؤون السيادية لدولة أخرى.

## المحتوى
تبدأ حجة ميل بمناقشة مكان بريطانيا في العالم، حيث يؤكد ميل على الفور أن بريطانيا، على عكس البلدان الأخرى، ان لا تغامر أبدًا في العالم الخارجي بهدف إمبريالي.بدلاً من ذلك، عندما تنطلق، فهي تهدف إلى تحسين العالم، وإنهاء النزاعات، وإحضار الحضارة، وما إلى ذلك: «أي محاولة تقوم بها [بريطانيا] لممارسة نفوذها... هي بالأحرى في خدمة الآخرين، وليس لخدمة نفسها». يكتب ميل لجمهور بريطاني معاصر من الطبقة المتوسطة والعليا، ويقدم لمحة عامة عن بعض الأحداث العالمية التي كانت مهمة في ذلك الوقت بالذات.

 تم العثور على الحجج الرئيسية المؤيدة والمعارضة لعدم التدخل في النصف الثاني من النص. 
 يبدو أنه لا توجد حاجة تذكر لإعادة النظر في عقيدة عدم التدخل في الدول الأجنبية بأكملها، إذا كان من الممكن القول أنه تم اعتبارها حتى الآن مسألة أخلاقية حقًا على الإطلاق. الذهاب إلى الحرب من أجل فكرة، إذا كانت الحرب عدوانية، وليست دفاعية، فهو إجرامي مثل الذهاب إلى الحرب من أجل الأرض أو الإيرادات. لأنه ليس هناك ما يبرر فرض أفكارنا على أشخاص آخرين، كما يجب إجبارهم على الخضوع لإرادتنا في أي مجال آخر. ولكن هناك بالتأكيد حالات يُسمح فيها بخوض الحرب، دون أن نتعرض نحن أنفسنا للهجوم أو التهديد بالهجوم. ومن المهم جدًا أن تتخذ الدول رأيها في الوقت المناسب بشأن ماهية هذه الحالات. إن افتراض أن نفس العادات الدولية، ونفس قواعد الأخلاق الدولية، يمكن أن تحصل بين أمة متحضرة وأخرى، وبين الأمم المتحضرة والبرابرة، هو خطأ جسيم... 
 وفقًا لرأي ميل (في عام 1859)، تم العثور على شعوب بربرية في الجزائر والهند حيث شاركت الجيوش الفرنسية والبريطانية.أولاً، قال إنه مع «البرابرة» لا يوجد أمل في «المعاملة بالمثل»، وهي أساسية دولية. ثانياً، البرابرة مهيئون للاستفادة من التدخلات الحضارية، كما قال ميل، مستشهداً بالفتوحات الرومانية لغال وإسبانيا ونوميديا وداسيا. البرابرة، 
 ليس لهم حقوق كأمة، باستثناء الحق في المعاملة التي تناسبهم، في أقرب وقت ممكن، ليصبحوا كذلك. القوانين الأخلاقية الوحيدة للعلاقة بين حكومة حضارية وحكومة بربرية، هي القواعد العالمية للأخلاق بين الإنسان والإنسان. 
 يمكن العثور على حجج مماثلة اليوم من الناحية النظرية حول التدخل في الدول الفاشلة. الأكثر انتشارًا، ناقش ميل الموقف بين «الشعوب المتحضرة». 
 والسؤال المتنازع عليه هو التدخل في تنظيم الاهتمامات الداخلية لدولة أخرى؛ السؤال عما إذا كان هناك ما يبرر قيام أمة بالمشاركة، على أي من الجانبين، في الحروب الأهلية أو المنافسات الحزبية لطرف آخر: وبشكل رئيسي، ما إذا كان يمكن أن تساعد بشكل مبرر شعب بلد آخر في النضال من أجل الحرية؛ أو قد تفرض على بلد ما أي حكومة أو مؤسسات معينة، إما على أنها الأفضل للبلد نفسه، أو باعتبارها ضرورية لأمن جيرانها. 
 يتجاهل ميل حالة التدخل من جانب الحكومات التي تحاول قمع انتفاضة خاصة بها، قائلاً: «الحكومة التي تحتاج إلى دعم أجنبي لفرض الطاعة من مواطنيها، هي حكومة لا يجب أن توجد». ومع ذلك، في حالة الحرب الأهلية، حيث يبدو أن كلا الطرفين على خطأ، يجادل ميل بأنه يحق للأطراف الثالثة المطالبة بوقف النزاعات. ثم ينتقل بعد ذلك إلى الوضع الأكثر إثارة للجدل المتمثل في حروب التحرير. 
 عندما تكون المنافسة مع الحكام المحليين فقط، وبقوة محلية مثل تلك التي يمكن أن يستخدمها هؤلاء الحكام في الدفاع عنهم، فإن الإجابة التي يجب أن أعطيها لسؤال شرعية التدخل هي، كقاعدة عامة، لا. السبب هو نادرًا ما يكون هناك أي شيء يقترب من ضمان أن التدخل، حتى لو نجح، سيكون لصالح الناس أنفسهم. الاختبار الوحيد الذي يمتلك أي قيمة حقيقية، عن أن الشعب أصبح لائقًا للمؤسسات الشعبية، هو أنهم، أو جزء كاف منهم للفوز في المنافسة، مستعدون للعمل الشجاع والخطر على تحريرهم. أعلم كل ما يمكن قوله، وأنا أعلم أنه قد يتم حث على أنه لا يمكن تعلم فضائل الأحرار في مدرسة العبودية، وأنه إذا كان الناس غير لائقين للحرية، فإن لديهم أي فرصة ليصبحوا كذلك يجب أن يكونوا أولًا. مجانا. وسيكون هذا حاسمًا، إذا كان التدخل الموصى به يمنحهم الحرية حقًا. لكن الشر هو أنه إذا لم يكن لديهم حب الحرية الكافي ليكونوا قادرين على انتزاعها من مجرد مضطهدين محليين، فإن الحرية التي تُمنح لهم بأيدي أخرى غير أيديهم، لن يكون لها شيء حقيقي، ولا شيء دائم. لم يكن أي شخص مطلقًا ولا يزال أحرارًا، ولكن لأنه كان مصممًا على ذلك. . . 

## استجابات
أشار نعوم تشومسكي إلى مقال ميل في عدد من كتبه، بما في ذلك الدول الفاشلة: إساءة استخدام السلطة والهجوم على الديمقراطية (2006)، الهيمنة أو البقاء: بحث أمريكا عن الهيمنة العالمية (2002) والنظر في هاوية المستقبل (2002). كتب تشومسكي أنه حتى «الأفراد الذين يتمتعون بأعلى درجات الذكاء والنزاهة الأخلاقية يخضعون لعلم الأمراض» المتمثل في الاستثناء من المعايير الإنسانية العالمية.
يقول المؤرخ الليبرتاري جوزيف آر سترومبرج أن وجهات نظر جي إس ميل الإمبريالية لا تتوافق مع ليبراليته المزعومة، لأن الحفاظ على الإمبراطورية البريطانية يتطلب قمعًا حكوميًا.

## الروابط الخارجية
- جون ستيوارت ميل (1859) بضع كلمات عن عدم التدخل في مكتبة الحرية على الإنترنت
- " بضع كلمات عن عدم التدخل نسخة محفوظة 22 فبراير 2012 على موقع واي باك مشين. " من منظور السياسة الخارجية رقم 8 ISSN 0267-6761 (ردمك 0-948317-96-5) (منشور عرضي لـ Libertarian Alliance، 25 Chapter Chambers، Esterbrooke Street، London SW1P 4NN.)
- كريستيان دوكو (2007) Argumentele lui John Stuart Mill pentru Principiul non-interentiei[وصلة مكسورة]   [ رابط ميت دائم ]في "Revista de Filosofie Analitica"، vol. 1، 2007، عدد. 1، ص.   109-126.[ رابط ميت دائم ]
  - نسخة سابقة في Valentin Muresan و Cristian Ducu (محرر.)، وقائع المؤتمر الدولي «جون ستيوارت ميل. 1806-2006»، جامعة بوخارست، 3-4 نوفمبر 2006 ؛ مطبعة جامعة بوخارست، بوخارست، 2007.